# Gare d'Ürümqi-Sud
La gare d'Ürümqi-Sud est une gare ferroviaire chinoise situé à Ürümqi. Elle a été ouverte en 1962 sous le nom de gare d'Ürümqi, puis détruite en 2002 et reconstruite en 2004. Elle a changé de nom en 2014. La même année, un attentat tuant 3 personnes et 79 blessés a eu lieu dans la gare en mars.